# 罗慕路斯与雷穆斯
罗慕路斯（拉丁語：Romulus，约公元前771年出生，约公元前717年7月5日逝世）与瑞摩斯（Remus，约公元前771年出生，约公元前753年4月21日逝世）是罗马神话中罗马城的奠基者。传统记载显示二人为双胞胎兄弟，其母系维斯塔贞女雷亚·西尔维亚，其父被认定为战神玛尔斯。根据普鲁塔克、李维等古典史家的记述，罗穆卢斯开创了罗马王政时代，成为首任君主。
兄弟二人因新城命名权之争引发激烈矛盾，最终演变为武装冲突，罗穆卢斯在斗争中杀死瑞摩斯。此后他着手组建罗马元老院制度，通过劫掠邻近的萨宾妇女解决人口短缺问题，促成罗马人与萨宾民族的融合。作为古罗马早期最重要的军事统帅，罗穆卢斯持续扩张领土版图，将周边多个部族纳入统治体系。
罗穆卢斯逝世后被神格化为象征罗马民族的奎利努斯神。学界普遍认为罗穆卢斯与瑞摩斯属神话建构人物，其形象源自"Roma"（罗马）地名的词源演绎——该词可能最初指代台伯河沿岸的聚落。然而部分学者基于20世纪考古发现，如在帕拉蒂尼山北坡出土的"罗穆卢斯墙"（Murus Romuli）遗迹，主张罗穆卢斯可能具有历史原型。
罗慕路斯武器为罗慕路斯之枪，据说罗慕路斯将该枪插入地面宣布建国以后，此枪变成一颗巨木，然后这棵树木变成罗马的象征。

## 罗马建城前
罗穆卢斯与瑞摩斯的外祖父努米特及其兄弟阿穆利乌斯系特洛伊英雄埃涅阿斯后裔，共同统治阿尔巴隆伽王国。阿穆利乌斯掌控王室宝藏（含埃涅阿斯携带的特洛伊黄金），由此获得更大政治优势，最终发动政变废黜努米特自立为王。为杜绝后患，他强迫努米特之女雷亚·西尔维亚成为维斯塔贞女——这些侍奉维斯塔的女祭司需立誓保持贞洁。
据传战神玛尔斯某夜在维斯塔神庙与西尔维亚结合，另有版本称战神化身为狼与其交合。西尔维亚诞下异常健美的双胞胎后，阿穆利乌斯震怒，下令活埋西尔维亚（此为违反贞洁誓言的常规刑罚），并将婴儿遗弃郊野。其他记载显示：暴君曾命人将母子三人投入台伯河，亦有文献称西尔维亚被河神第伯里努斯救出并结为连理。
奉命处决双胞胎的侍从不忍下手，遂将婴儿置于摇篮中漂流台伯河。河神护佑下，摇篮随涨潮平稳漂离险境。

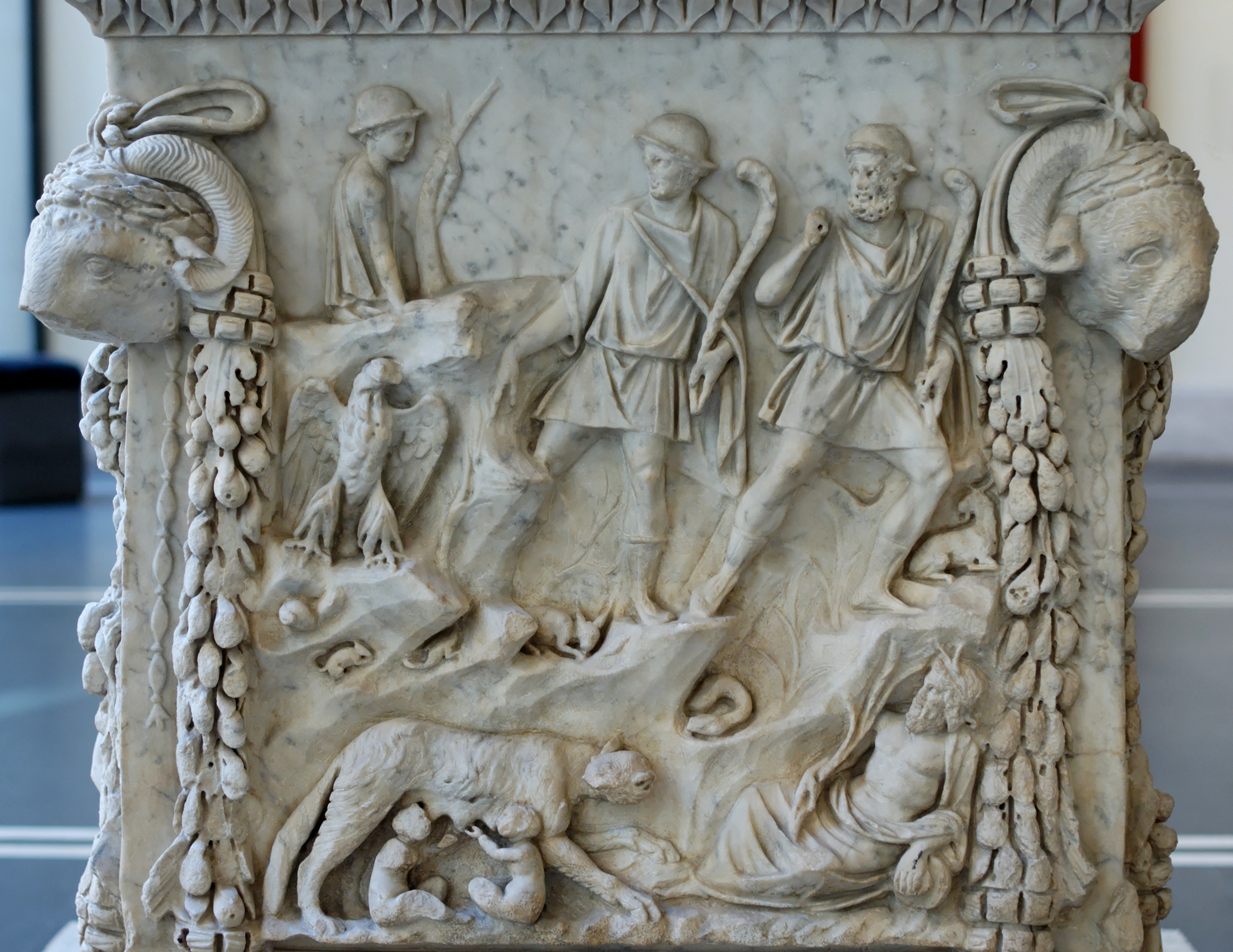
奥斯蒂亚出土神坛浮雕，描绘发现罗穆卢斯兄弟场景，现存玛西摩宫

台伯河神引导摇篮至维拉布鲁姆沼泽的榕树下（此树因而成为罗马重要象征），后将其送至帕拉蒂尼山。传说母狼哺育双胞胎，啄木鸟协助喂食——二者皆为战神圣兽。值得注意的是拉丁语"Lupa"（狼）亦指妓女或狼神女祭司，故有学者推测"母狼"实为人类。
阿穆利乌斯的牧人浮士德勒发现并收养兄弟俩，其妻阿卡·劳伦缇雅共同抚育。另据传说，海格力斯将阿卡·拉伦缇亚许配给发现双胞胎的法斯土路思。这对夫妇原有十二子，其中一子夭折后由罗穆卢斯补位。罗穆卢斯与余下十一人创立阿尔瓦尔兄弟会，该组织尊阿卡·拉伦缇亚为生长女神。后来成为奎利努斯祭司的罗穆卢斯，以神嗣身份为其继母（神格化后）主持火葬仪式。
有一种观点认为，罗穆卢斯和瑞摩斯被母狼抚养的传说可能源于流传过程中的误解。事实上，阿卡·拉伦缇亚的别名是（拉丁语中兼指“母狼”与“妓女”）（李维，奥维德）。随着宗教习俗的变迁，古老的传统常常被后世的记载所误解，故事的含义也因此改变。新的传统逐渐取代了古老的神话。部分学者认为，传说含义的转变，或许反映了罗马从母系女神崇拜到父系神祇崇拜的演变过程。在新的宗教观念下，古老传说可能显得不合时宜，因此被重新诠释。
另一种说法是，养育罗穆卢斯和瑞摩斯的女神是阿卡·拉伦缇亚，她的丈夫是司掌狼与畜牧的神祇卢波库斯。在罗马神话中，卢波库斯负责庇佑羊群繁衍，并保护它们免受狼群侵扰。
在罗马神话中，阿卡·拉伦缇亚有许多不同的称谓，或者说许多神祇被视为她的化身，抑或与她有着渊源。
总之，罗穆卢斯和瑞摩斯自幼年起，便以其英俊的外貌和高大的身材，彰显出高贵的出身。他们英勇善战、聪颖过人、胆识超群。然而，罗穆卢斯比瑞摩斯更具智慧和政治才能。在与邻里讨论放牧、狩猎等事务时，他已展现出善于发号施令而非听命于人的特质。
相传，他们深受贫苦百姓和其他牧羊人的拥护，却对国王的军官与官吏嗤之以鼻。他们以狩猎为乐，打击强盗，追捕盗贼，为受冤屈者伸张正义。因此，他们的声望在拉提姆地区与日俱增。
罗穆卢斯和瑞摩斯十八岁那年，努米特与阿穆利乌斯双方的牧人之间爆发了争端。努米特的一些牧人驱赶了阿穆利乌斯的牛群，激怒了阿穆利乌斯的牧人。罗穆卢斯和瑞摩斯集结了阿穆利乌斯的牧人，寻获并杀死了努米特的牧人，追回了失窃的牛。同时，他们凭借非凡的勇气，吸引了努米特麾下众多精明强干的部众和奴隶加入，这让努米特怒不可遏。
罗穆卢斯笃信神明，因此经常举行祭祀仪式。就在他进行祭祀时，努米特手下的牧人袭击了瑞摩斯及其同伴。双方激战，死伤惨重，最终瑞摩斯被俘。牧人们将瑞摩斯押至努米特处，要求严惩。然而，努米特并未惩处瑞摩斯，因为瑞摩斯是阿穆利乌斯的人，而阿穆利乌斯是国王，努米特担心得罪阿穆利乌斯，便先行前往阿穆利乌斯处，请求裁决。阿尔巴隆伽的民众也纷纷同情努米特的遭遇，认为他遭受了不白之冤。于是，阿穆利乌斯下令将瑞摩斯交由努米特处置，任凭其发落。
努米特将瑞摩斯带回家中，这个年轻人健硕的身躯和优雅的举止深深吸引了他。在听闻了瑞摩斯的事迹与美德之后，努米特询问了他的身世与真实身份。当瑞摩斯讲述了他们被母狼抚养，在台伯河畔被发现的经历时，努米特根据瑞摩斯的年龄，推断他或许是雷亚·西尔维娅的儿子。
罗穆卢斯完成祭祀返回后，浮士德勒告知他兄弟被捕的消息，并催促他前去营救。罗穆卢斯立即着手集结军队，准备进军阿尔巴隆伽。与此同时，浮士德勒也携带当年发现罗穆卢斯和瑞摩斯时的摇篮，火速赶往阿尔巴隆伽。然而，在城门口，守卫拦住了他，而这名守卫恰巧就是当年将兄弟二人放置在河边的仆人。他认出了摇篮，确信了浮士德勒所言非虚。他立刻将浮士德勒带至阿穆利乌斯面前审问。浮士德勒承认罗穆卢斯和瑞摩斯尚在人世，但谎称他们住在远离阿尔巴隆伽的牧民之中。
阿穆利乌斯惊惧交加，他派遣努米特的一位友人前去刺探，努米特是否得知双胞胎尚存的消息。此人进入努米特的宅邸时，正巧目睹了努米特拥抱瑞摩斯的情景，由此证实了瑞摩斯确为其外孙。这位友人劝告努米特和瑞摩斯立即采取行动，因为罗穆卢斯正率领着一支对阿穆利乌斯心怀仇恨与畏惧的队伍，攻打阿尔巴隆伽。瑞摩斯随即召集市民在城内起事，而罗穆卢斯也从城外发起进攻。阿穆利乌斯毫无防备，亦未采取任何防御措施，最终被擒获并处决。

## 罗马建城
阿穆利乌斯身亡后，城内局势渐趋平稳。民众拥立罗穆卢斯和瑞摩斯为王，但兄弟二人以祖父努米特尚在人世为由，婉言谢绝，并决定在努米特执政期间，暂不留居城中。于是，努米特复位为王。罗穆卢斯和瑞摩斯在向母亲雷亚·西尔维娅致敬后，迁往帕拉蒂尼山，着手兴建新城。离开阿尔巴隆伽前，他们带走了所有的难民、逃奴，以及其他渴望开启新生活的人们。
抵达帕拉蒂尼山后，罗穆卢斯和瑞摩斯就建城地点产生了争议。罗穆卢斯主张在帕拉蒂尼山筑城，而瑞摩斯则提议选择更具战略优势、更易于防守的阿文庭山。为了平息争议，他们决定采用观鸟占卜的方式，以卜天意。兄弟二人分坐于各自选定的建城地点。根据普魯塔克的记载，瑞摩斯观测到六只秃鹫，罗穆卢斯则观测到十二只（秃鹫被奉为其父玛尔斯的圣鸟）。
附注：另有文献称其所见并非秃鹫，而是鹰，这与罗马众多标志和徽章采用鹰的形象相吻合。
罗穆卢斯的占卜结果令瑞摩斯大为不满。公元前753年4月21日，罗穆卢斯开始挖掘壕沟，修筑城墙。瑞摩斯不仅破坏了部分已完工的城墙，还百般阻挠施工。最终，瑞摩斯跃过壕沟——此举被视为大凶之兆，预示着城防将形同虚设。盛怒之下，罗穆卢斯杀死了瑞摩斯。随后的混战中，浮士德勒亦不幸身亡。平息战事后，罗穆卢斯将瑞摩斯与浮士德勒安葬，继续营建城池。他以自己的名字将该城命名为“罗马”，并自立为王。

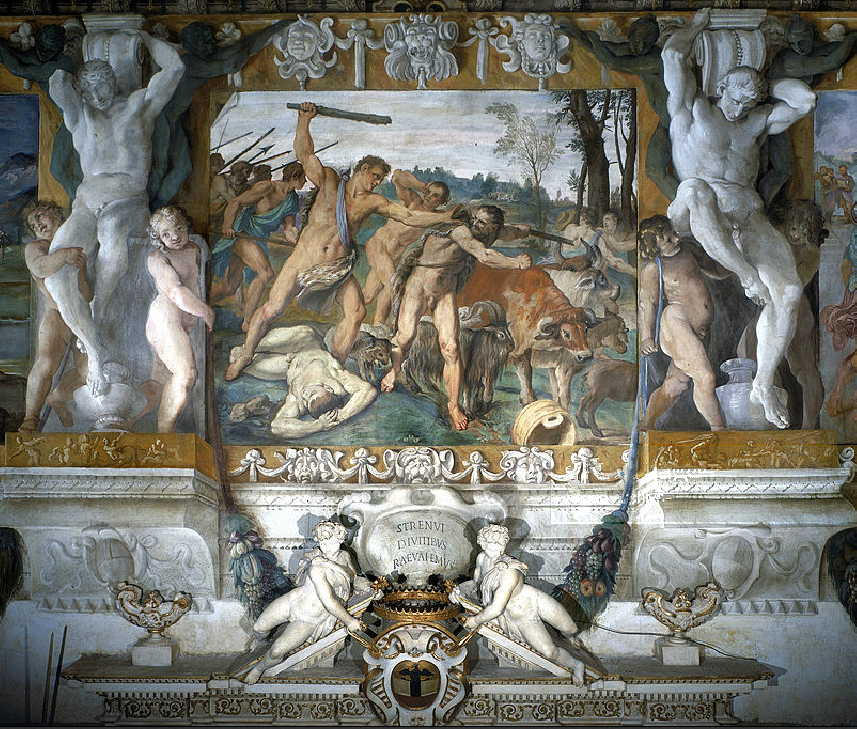
Remus and the Cattle Thieves (attributed to one or more of the Carraccis)

城池初具规模后，罗穆卢斯将城中所有能够作战的男子编为军团，每个军团由3000名步兵和300名骑兵组成。其余居民则为平民。他从平民中选拔出百名德高望重者，组建元老院，并尊称这些人为贵族（Patricius），其拉丁语原意为“父亲”。罗穆卢斯之所以如此称呼，不仅因为他们皆为合法子嗣的生父，更寄望于城中的富人和显贵能像父亲关爱子女般，庇佑贫弱。
罗穆卢斯宣称罗马是所有渴望新生之人的庇护之地，吸引了大批流亡者、命案逃犯、罪人以及脱逃的奴隶。罗马城迅速扩张，占据了羅馬七座山丘中的五座。然而，罗穆卢斯面临着一大难题：城中汇集了大量外来人口，却鲜有女子。因此，罗穆卢斯决意从外部引入女性。
为此，他筹办了一场盛大的宴会，邀请邻近的萨宾部落前来赴宴。许多萨宾人携家眷、女儿一同前来。罗穆卢斯暗中计划劫掠萨宾妇女，将其带回罗马。宴会期间，罗穆卢斯身着绛紫袍服，端坐于元老之中。作为行动的暗号，他起身将袍服折叠，随后又重新披上。他的部下皆佩剑在身，密切注视着他的一举一动。号令一出，贵族们纷纷拔剑，高声呐喊着冲入人群，掳走了萨宾人的女儿，却任由男子们逃离。大约七百名萨宾女子被掳至罗马。后世流传着许多以“抢夺萨宾妇女”为题材的艺术作品。

## 对萨宾人的战争
尽管萨宾人数量众多且骁勇善战，但由于他们的女儿们落入罗马人之手，他们不敢贸然向罗马宣战。萨宾人派出使节，要求罗马归还他们的女儿，为之前的行为道歉，并公开承诺两国将友好共处。然而，罗穆卢斯拒绝归还所掳掠的妇女，反而要求萨宾人同意她们与罗马人的婚事。双方剑拔弩张，准备诉诸武力。

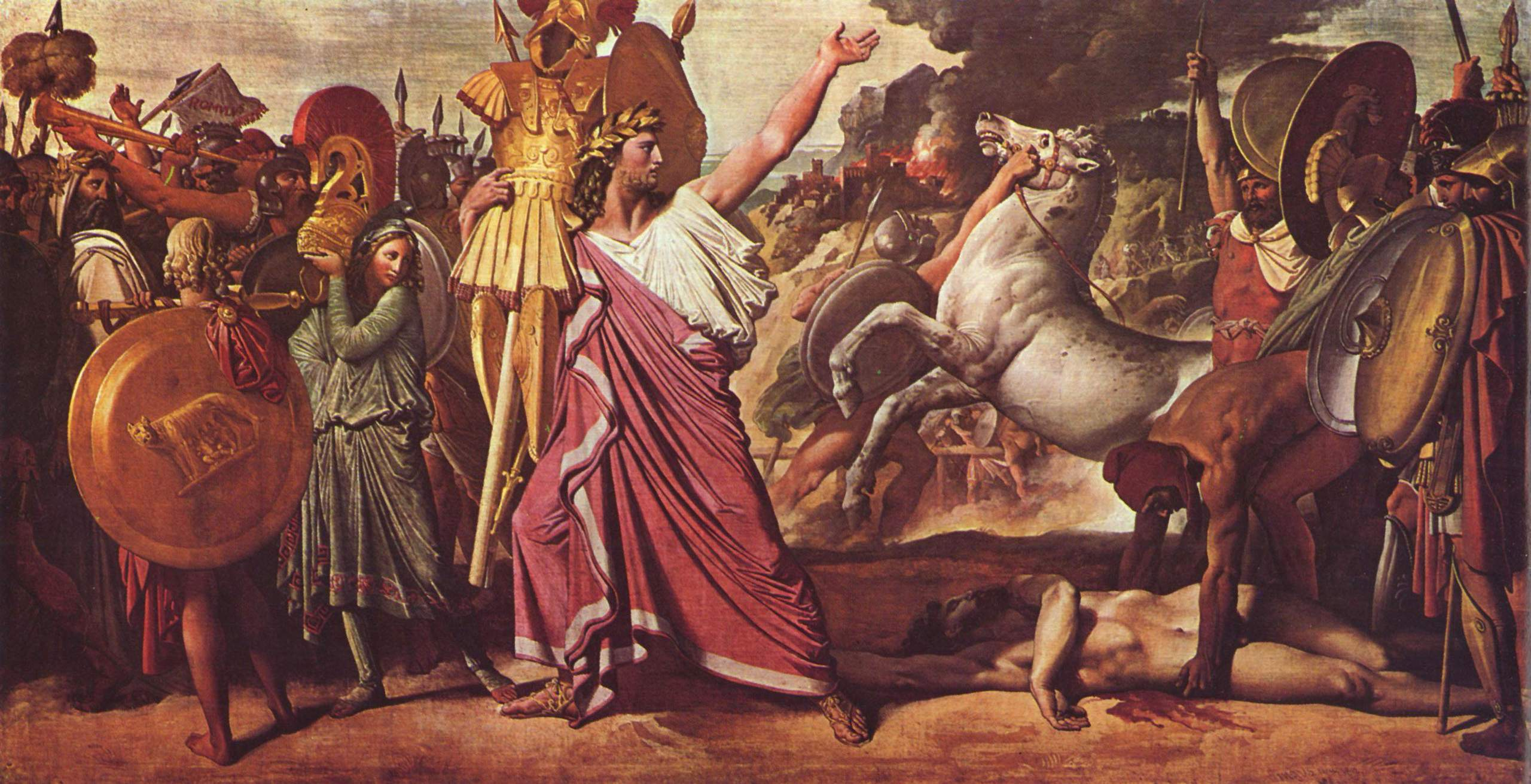
罗穆卢斯将他劫掠的丰富的战利品奉献给朱庇特神庙，让·奥古斯特·多米尼克·安格尔画

正当萨宾人备战之际，其他城邦的人民组成了联军，向罗马发起进攻。然而，在战斗中他们败下阵来，向罗穆卢斯投降。他们的领土被罗马占领，居民则迁居至罗马。罗穆卢斯将新征服的土地分给罗马公民。只有被劫掠妇女的父母的土地未被没收，得以保留。
此举进一步激怒了萨宾人。他们推举提圖斯·塔提烏斯为统帅，率军进逼罗马。然而，罗马城防坚固，尤其以卡比托利歐山上的堡垒最为险峻，难以攻克。然而，堡垒指挥官的女儿塔培亞被萨宾人臂上的金饰所诱惑。她提出愿意为萨宾人开启城门，条件是萨宾人将他们左臂上佩戴的所有物品都赠予她。塔提乌斯应允了这一要求。于是，在一个夜晚，塔培亞打开了堡垒的一扇城门。塔提乌斯进入堡垒后，将他左臂上的臂环以及左手持的盾牌掷向塔培亞，并命令他的部下也照此办理。结果，塔培亞被众多臂环和盾牌压死。
萨宾人攻占卡匹托尔山后，罗穆卢斯向他们发出挑战，要求在战场上一决胜负。塔提乌斯慨然应允。萨宾人走下卡匹托尔山，在山间的沼泽地带与罗马人交战。这片区域后来成为罗马广场。战事之初，萨宾人占据上风，迫使罗马人节节败退，直至帕拉蒂尼山的山脚下。一些罗马士兵已经开始溃逃。危急时刻，罗穆卢斯向朱庇特祈祷，罗马人随即扭转颓势，重占上风。后来，在罗穆卢斯祈祷之处，人们修建了一座朱庇特神庙。罗穆卢斯率领罗马军队将萨宾人逼退至日后维斯塔神庙的所在地。

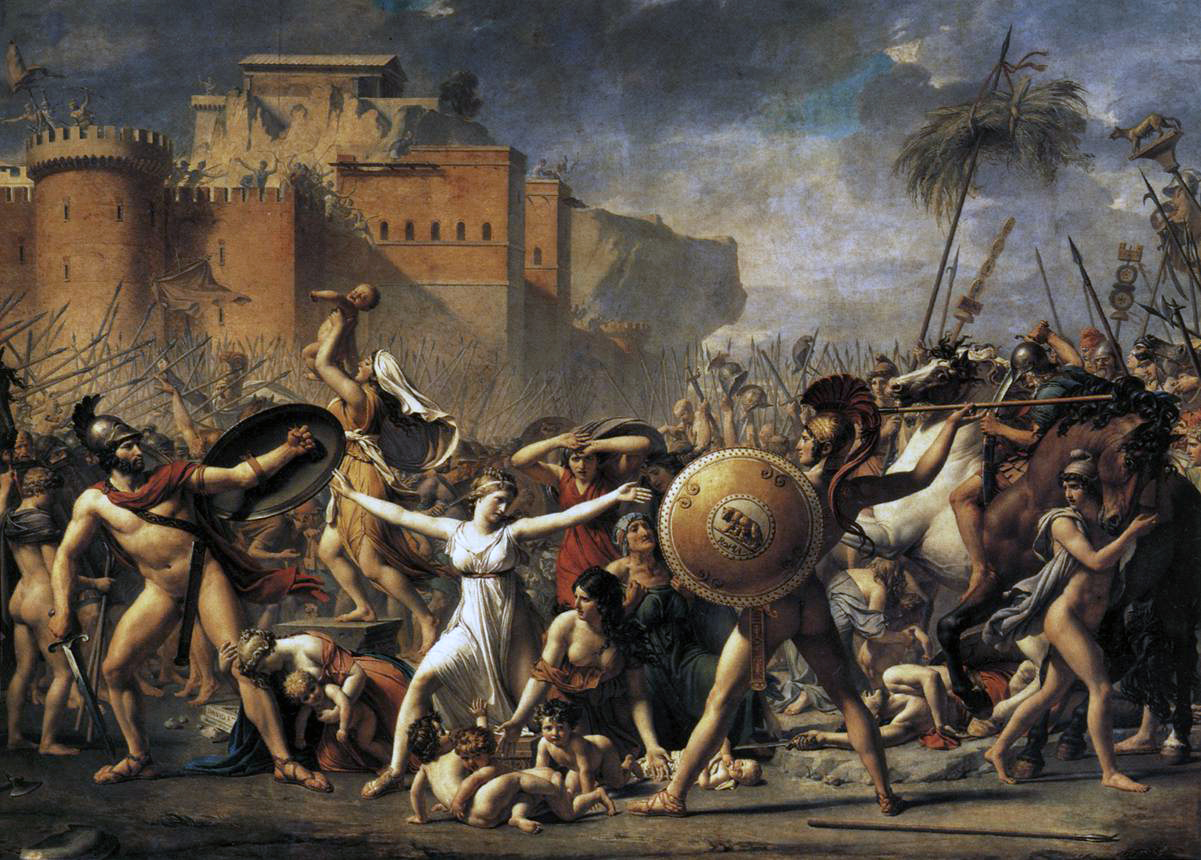
萨宾妇女，雅克-路易·大卫画

正当罗马人与萨宾人准备再次交锋之际，被掳的萨宾妇女从罗马城中冲出，穿过步兵的阵列与遍地的尸体。她们奔向各自的丈夫、父亲和兄弟，其中一些人还怀抱着孩童。两军都被这突如其来的景象所震惊，纷纷为妇女们让出一条道路。萨宾妇女们恳求她们的罗马丈夫与萨宾父兄放下干戈，化干戈为玉帛，结为一体。两军深受触动。双方达成和解，首领们举行了会晤。最终决定，罗穆卢斯与塔提乌斯共同执掌罗马王权，而罗马人则由原先的罗马人与新加入的萨宾人共同组成。
罗马的疆域扩大了一倍。原先的罗马人居住在帕拉蒂尼山上，而萨宾人则居住在奎里纳莱山上。奎里纳莱山被选定为行政和管理中心。萨宾人也推举出一百名显贵加入元老院。军团的规模也随之扩大一倍，由原先的3000名步兵和300名骑兵增加到6000名步兵和600名骑兵。罗马与萨宾的文化也逐渐融合。萨宾人采用了罗马历法，而罗马人则借鉴了萨宾人的甲胄和长盾。

## 罗马建国初期
罗穆卢斯和塔提乌斯共同执政五年后，塔提乌斯遇刺身亡，罗穆卢斯成为罗马唯一的统治者。他颁布了禁止通奸和谋杀的法令，不仅是军队的最高统帅，也是城邦的最高法官。他对多起案件的裁决被载入罗马的史册，且在其统治期间，无人对其裁断提出过任何异议。
罗穆卢斯将罗马人划分为三个部落：拉丁人（Ramnes）、萨宾人（Tities）和伊特拉斯坎人（Luceres），这三个部落共同组成了罗马民族。每个部落设有一名保民官，在民政、宗教和军事上代表其所属部落。在城内，他们负责管理部落内务，代表部落向神祇献祭；征战之时，他们则担任军队的指挥官。
此后，他又设立了羅馬會議（Comitia Curiata），并将每个部落划分为十个胞族（curia）。每个胞族各有其名，这些名称取自被罗穆卢斯及其同伴所劫掠的三十名萨宾妇女。
每个胞族又下辖十个氏族（gentes），这些氏族的名称成为罗马姓氏的起源。在罗马会议上，每个胞族对罗穆卢斯或元老院提出的议案进行内部投票。每个氏族拥有一票表决权。获得多数票的意见即代表该胞族在会议上的立场。这堪称现代选举团制度的雏形。
罗穆卢斯还建立了一支由三百名最精锐的骑兵组成的私人卫队，由拉丁部落的保民官统领。该保民官的地位高于其他两位保民官，在罗穆卢斯外出期间，有权统帅军队、召集罗马会议。
自罗马建国至其去世的二十余年间，罗穆卢斯征战不息，持续扩张着罗马的疆土。他征服了周边的多个伊特拉斯坎城邦，在拉提姆、托斯卡纳、翁布里亚和阿布鲁佐等地获取了大片领土。他虽偶有小挫，却从未输掉过任何一场战争。
在他最后一次征讨伊特拉斯坎人之后，他的外祖父、阿尔巴隆伽的国王努米特辞世。阿尔巴隆伽的民众恳请罗穆卢斯继位，因其作为努米特的外孙，是名正言顺的继承人。罗穆卢斯应允了这一请求，但将阿尔巴隆伽的治理权交由当地民众，此举进一步提升了他在阿尔巴隆伽的声望。每年，罗穆卢斯都会任命一名由阿尔巴隆伽人自行推举的总督。
晚年的罗穆卢斯愈发与元老院疏远。此举虽在法理上并无不妥，却有悖于传统。元老院因此逐渐丧失实权，在城邦治理中沦为摆设。元老院仅在罗穆卢斯召集时方可集会，而会议的内容无非是听取他的指令。元老们很快便意识到，他们与普通民众相比，唯一的优势便是能更早获悉罗穆卢斯颁布的命令。罗穆卢斯将征服所得的土地分封给麾下将士，全然不顾城中显贵的意愿，因而被视作侵犯了元老院的权益。尽管元老们对他的怨怼与日俱增，但慑于其赫赫威名，无人胆敢公然反对或表露不满。

## 逝世或升天
罗穆卢斯于其统治的第38年去世，关于其死因，有说法称他并非自然死亡，而是遭元老院谋害，也有超自然消失的说法。
一日，罗穆卢斯与全体民众聚集于战神广场，忽然间狂风大作，天昏地暗，众人四散奔逃。风暴平息后，罗马人返回原地，却遍寻罗穆卢斯不见，任何地方都找不到他的踪迹。正当众人议论纷纷之际，一名元老起身示意众人安静。他说，他亲眼目睹罗穆卢斯升入天庭。罗穆卢斯嘱托他告知众人，他将跻身神祇之列，并希望罗马人将他奉为奎利努斯神。于是，罗马人在据称罗穆卢斯升天之处修建了一座神庙。为了纪念罗穆卢斯，此山被命名为奎里纳尔山。此后很长一段时间内，罗马人在此处祭拜罗穆卢斯——他们的城市缔造者和首位国王。
普魯塔克在记载此事时，持有一定程度的怀疑：
“罗马建城后的第37年，七月的第五天，罗穆卢斯在山羊沼泽当着元老院和罗马人民的面公开献祭。突然，天色转暗，乌云密布，狂风暴雨骤然而至；民众惊恐万状，四处逃散；在一阵旋风之中，罗穆卢斯消失了，无论生死，他的尸身再未出现。许多人怀疑城中显贵，民间亦有传言，称他们早已厌倦国王的统治，且对罗穆卢斯近来对他们的态度心怀不满，因此密谋杀害了他，藏匿了他的尸身，以图攫取权力，自行统治。城中显贵试图通过将罗穆卢斯神化来平息流言，称其并未身故，而是被擢升至更高的境界。其中一人甚至发誓说，他亲眼目睹罗穆卢斯全身披挂被接引至天堂，并听到他在升天时，嘱咐人们此后以奎利努斯之名称呼、祭拜他。”
李维也记载了这一事件：
“当有人开始宣称罗穆卢斯已然成神时，哭泣之声渐息。最终，所有人都将他奉为神与神之子，向他祈祷，愿他永远守护其子民，对他们慷慨以待。然而，即便在如此庄重的场合下，我仍然相信，一些持不同意见者暗中坚信国王是被元老们绑架并分尸。尽管这一说法流传不广，但它对于赞颂罗穆卢斯的伟大并无裨益，我们还是将其掩盖为佳。此外，我们还应赞扬一位名叫尤利乌斯·普罗库鲁斯之人的明智之举。据说此人性格豁达，他对众人说：‘罗穆卢斯，我们城市的缔造者，于今日清晨升天。他向我显圣。我满怀敬畏之心，肃立在他面前，祈求他的允许，瞻仰他无罪的面容。他说：去吧，告知罗马人，遵照天意，我的罗马将成为世界的中心。让他们勤习武艺。让他们知晓，并教诲他们的子孙，世间没有任何力量能够抵挡罗马的军威。言罢，他便升天而去。’”
作为奎利努斯神，罗穆卢斯与朱庇特和玛尔斯并列，成为“三大主神”。奎利努斯的形象通常是一位蓄着长须的战士，无论身着宗教服饰还是战甲，均持一杆长矛，因此他被视为战神和罗马力量的象征，更重要的是，他被视为罗马本身的化身。奎利努斯拥有专属的大祭司，负责掌管对他的祭拜和仪式。罗马人自称为“奎利泰斯”（Quirites），以示对他的尊崇。罗穆卢斯去世后，努馬·龐皮里烏斯继位，成为罗马的第二任国王。

## 荣誉
罗马将军所能获得的最高军事荣誉为 Spolia Opima（意为“丰厚战利品”或“神的战利品”）。历史上仅有三位罗马将军获此殊荣：罗穆卢斯、Cornelius Cossus 以及馬克盧斯。

## 传统形象
在古代的艺术作品中，罗穆卢斯和瑞摩斯这对孪生兄弟的形象通常遵循特定的符号传统。根据流传至今的传说，他们通常被描绘为在榕树下由一位牧人和一只母狼哺育的婴孩，树上栖息着一两只鸟（依据李维和普魯塔克的记载）；或是在洞穴中由两位牧人和一只母狼哺育，这种形象中很少出现榕树，也没有鸟类（依据哈利卡納蘇斯的戴歐尼修斯的版本）。
此外，一些古代银币上也铸有母狼哺育孪生兄弟的图案。
7世纪初制作的盎格鲁-撒克逊弗朗克斯盒上，罗穆卢斯和瑞摩斯的形象则较为特殊。此处，哺育他们的并非一只母狼，而是两只；背景也并非树木或洞穴，而是一片森林；在场的并非一两位示意手势的牧人，而是四位跪姿的武士。根据盒子上的铭文（“远离家乡”）推断，此处描绘的孪生兄弟更接近于卡托斯和普勒克斯，是旅行者的庇护神。罗马战神玛尔斯的后裔成为远离故土、踏上征程之人的守护者。雕刻者将他们置于日耳曼人的圣林之中，并加入了沃登的狼作为他们的同伴。因此，这幅图像很可能是一位军事将领的护身符。

### 引用
1. ↑  Carandini. La nascita di Roma. Dèi, lari, eroi e uomini all'alba di una civiltà (Torino: Einaudi, 1997)；Carandini. Remo e Romolo. Dai rioni dei Quiriti alla città dei Romani (775/750 - 700/675 a. C. circa) (Torino: Einaudi, 2006)
2. ↑  幻想世界史研究會. . 奇幻. 楓樹林出版社. 2016/04/01: 84–85. ISBN 978-986-5688-48-6.